# راينه
راينه (بالألمانية: Rheine) هي مدينة على نهر الإمس في قضاء شتاينفورت في ولاية شمال الراين - وستفاليا الألمانية. يبلغ عدد سكانها أكثر من 75 ألف نسمة وتعتبر ثاني أكبر مدينة في بلاد مونستر.

## توأمة
لراينه اتفاقيات توأمة مع كل من:
- تراكي (1996 - )[7]
- بورنه
- برنبورغ
- ليريا

## أعلام
- بيتينا هوي
- غوستاف نيمان
- هيني كوينتيميير
- كرستين ستيجمان
- بيتر فونك